# Miguel Ferrer
Miguel Ferrer, född 7 februari 1955 i Santa Monica, Kalifornien, död 19 januari 2017 i Los Angeles, Kalifornien, var en amerikansk skådespelare. Ferrer var son till skådespelaren José Ferrer och sångerskan Rosemary Clooney och kusin med skådespelaren George Clooney. Han var bland annat känd för sin insats som den cyniske Albert i Twin Peaks. Han avled i cancer.

## Filmografi (urval)
- 2013 – Iron Man 3
- 2005 – The Man
- 2004 – The Manchurian Candidate
- 2000 – Traffic
- 1998 – Mulan (röst)
- 1997 – The Night Flier
- 1994 – Pestens tid
- 1993 – Spanarna 2
- 1993 – Hot Shots! 2
- 1993 – Kodnamn: Nina
- 1992 – Twin Peaks: Fire Walk with Me
- 1983 – Heartbreaker
- 1987 – Robocop

### TV-roller i urval
- 2017 – Twin Peaks (TV-serie)
- 2012–2017 – NCIS: Los Angeles (TV-serie)
- 2011 – Desperate Housewives (TV-serie)
- 2001–2007 – Jordan, rättsläkare (TV-serie)
- 1994 – Tales from the Crypt, avsnitt In the Groove (TV-serie)
- 1994 – Cityakuten, avsnitt 24 Hours (TV-serie)
- 1990–1991 – Twin Peaks (TV-serie)